# Oliver W. Frey
Oliver Walter Frey (* 7. September 1887 in Quakertown, Bucks County, Pennsylvania; † 26. August 1939 in Allentown, Pennsylvania) war ein US-amerikanischer Politiker. Zwischen 1933 und 1939 vertrat er den Bundesstaat Pennsylvania im US-Repräsentantenhaus.

## Werdegang
Im Jahr 1891 zog Oliver Frey mit seinen Eltern nach Ohio und 1893 nach Allentown in Pennsylvania, wo er die öffentlichen Schulen besuchte. 1915 absolvierte er das College of William & Mary in Williamsburg (Virginia). Während des Ersten Weltkrieges diente er zwischen 1917 und 1919 auf dem europäischen Kriegsschauplatz in der US Army. Dabei erreichte er den Rang eines Oberleutnants. Nach einem anschließenden Jurastudium an der University of Pennsylvania und seiner 1920 erfolgten Zulassung als Rechtsanwalt begann er in Allentown in diesem Beruf zu arbeiten. Gleichzeitig schlug er als Mitglied der Demokratischen Partei eine politische Laufbahn ein.
Nach dem Tod des Abgeordneten Henry Winfield Watson wurde Frey bei der fälligen Nachwahl für den neunten Sitz von Pennsylvania als dessen Nachfolger in das US-Repräsentantenhaus in Washington, D.C. gewählt, wo er am 7. November 1933 sein neues Mandat antrat. Nach zwei Wiederwahlen konnte er bis zum 3. Januar 1939 im Kongress verbleiben. Während dieser Zeit wurden dort die meisten der New-Deal-Gesetze der Roosevelt-Regierung verabschiedet. 1935 wurden erstmals die Bestimmungen des 20. Verfassungszusatzes angewendet, wonach die Legislaturperiode des Kongresses jeweils am 3. Januar endet bzw. beginnt.
Im Jahr 1938 wurde Oliver Frey nicht wiedergewählt. Nach dem Ende seiner Zeit im US-Repräsentantenhaus arbeitete er in den wenigen Monaten bis zu seinem Tod am 26. August 1939 in Allentown als Berater für die Farm Credit Administration in Baltimore.